# Portada/efemèride juliol 24
Peret, el gran popularitzador de la rumba catalana.
« 23 de juliol · 24 de juliol · 25 de juliol »